# George Theodorakis
George Theodorakis (Griechisch: Γιώργος Θεοδωράκης, * 1960 in Paris) ist ein griechischer Komponist und Sänger.
George Theodorakis ist der Sohn von Mikis Theodorakis. Er wuchs im musikalischen Umfeld des populären Vaters auf und arbeitete schon früh als Musiker und Tontechniker mit diesem zusammen. 1976 baute er sein erstes Studio auf und veröffentlichte 1979 das erste Album. 1997 kam beim Ludwigsburger Label Peregrina seine bislang letzte CD Nothing in Mind heraus, die Theodorakis’ auffällige elektronische Kompositionen mit bewegenden, teilweise balladengleichen Songs verbindet. George Theodorakis lebt zurückgezogen in Athen und meidet öffentliche Auftritte.
| Personendaten    | Personendaten                     |
| ---------------- | --------------------------------- |
| NAME             | Theodorakis, George               |
| KURZBESCHREIBUNG | griechischer Komponist und Sänger |
| GEBURTSDATUM     | 1960                              |
| GEBURTSORT       | Paris                             |